# Городищенська сільська рада (Коропський район)
Городи́щенська сільська́ ра́да — адміністративно-територіальна одиниця та орган місцевого самоврядування в Коропському районі Чернігівської області. Адміністративний центр — село Городище.

## Населені пункти
Сільській раді були підпорядковані населені пункти:
- с. Городище
- с. Придеснянське

## Історія
Городищенська сільська рада зареєстрована 1921 року. Стала однією з 25-ти сільських рад Коропського району і одна з 17-ти, яка складається більше, ніж з одного населеного пункту.

## Загальні відомості
- Територія ради: 27,812 км²
- Населення ради: 566 осіб (станом на 2001 рік). З них, село Городище 361 особа, село Придеснянське 205 осіб.

## Склад ради
Рада складалася з 12 депутатів та голови.
- Голова ради: Антоненко Наталія Петрівна
- Секретар ради: Геза Андрій Миколайович

### Керівний склад попередніх скликань
| Прізвище, ім'я, по батькові | Основні відомості                                                         | Дата обрання | Дата звільнення |
| --------------------------- | ------------------------------------------------------------------------- | ------------ | --------------- |
| Антоненко Наталія Петрівна  | Сільський голова, 1968 року народження, освіта вища, позапартійна         | 26.03.2006   | 31.10.2010      |
| Антоненко Наталія Петрівна  | Сільський голова, 1968 року народження, освіта вища, член Партії регіонів | 31.10.2010   |                 |

Примітка: таблиця складена за даними сайту Верховної Ради України

### Депутати
За результатами місцевих виборів 2010 року депутатами ради стали:

#### За суб'єктами висування
| Суб'єкт висування                 | Кількість обраних депутатів | %    |
| --------------------------------- | --------------------------- | ---- |
| Партія регіонів                   | 5                           | 41,7 |
| Самовисування                     | 4                           | 33,3 |
| Українська Народна Партія         | 2                           | 16,7 |
| Політична партія «Сильна Україна» | 1                           | 8,3  |

#### За округами
| № округу                          | Прізвище, ім'я, по батькові       | Дата визнання обраним | Освіта             | Партійна приналежність                        | Відомості про обраного депутата                          |
| --------------------------------- | --------------------------------- | --------------------- | ------------------ | --------------------------------------------- | -------------------------------------------------------- |
| Партія регіонів                   |                                   |                       |                    |                                               |                                                          |
| 2                                 | Кириченко Сергій Миколайович      | 01.11.2010            | вища               | член Партії регіонів                          | ТОВ «Дружба», ветлікар                                   |
| 4                                 | Дорош Віктор Миколайович          | 01.11.2010            | середня            | член Партії регіонів                          | Коропська сільська рада, кочегар                         |
| 5                                 | Фальчевський Олександр Іванович   | 01.11.2010            | середня            | член Партії регіонів                          | ТОВ «Дружба», водій                                      |
| 6                                 | Навродська Ганна Павлівна         | 01.11.2010            | середня спеціальна | член Партії регіонів                          | пенсіонер                                                |
| 7                                 | Капуста Ніна Назарівна            | 01.11.2010            | середня спеціальна | член Партії регіонів                          | ТОВ «Дружба», бухгалтер                                  |
| Політична партія «Сильна Україна» |                                   |                       |                    |                                               |                                                          |
| 10                                | Гавриленко Олександр Віталійович  | 01.11.2010            | середня            | член Політичної партії «Сильна Україна»       | ТОВ «Дружба», слісар                                     |
| Українська Народна Партія         |                                   |                       |                    |                                               |                                                          |
| 1                                 | Фальчевська Наталія Олександрівна | 01.11.2010            | середня спеціальна | член Української Народної Партії              | Коропська ЦРЛ, медсестра                                 |
| 8                                 | Геза Андрій Миколайович           | 01.11.2010            | вища               | член Української Народної Партії              | Коропська сільська рада, секретар                        |
| Самовисування                     |                                   |                       |                    |                                               |                                                          |
| 3                                 | Личик Микола Іванович             | 01.11.2010            | вища               | член Всеукраїнського об'єднання «Батьківщина» | Коропський РЕМ, електрик                                 |
| 9                                 | Навродський Олександр Вікторович  | 01.11.2010            | середня спеціальна | член Всеукраїнського об'єднання «Батьківщина» | Придеснянський фельдшерсько-акушерський пункт, завідувач |
| 11                                | Романенко Василь Вікторович       | 01.11.2010            | середня спеціальна | позапартійний                                 | тимчасово не працює                                      |
| 12                                | Личик Борис Федорович             | 14.11.2010            | середня            | член Соціалістичної партії України            | Мезинське НПП, інспектор                                 |